# My People, My Country
My People, My Country (tiếng Trung: 我和我的祖国) là một bộ phim truyện ngắn của Trung Quốc năm 2019, gồm bảy phân đoạn do bảy đạo diễn là Trần Khải Ca, Trương Nhất Bạch, Quan Hổ, Tiết Tiểu Lộ, Từ Tranh, Ninh Hạo và Văn Mục Dã.. Phim có sự tham gia của nhiều diễn viên hàng đầu Trung Quốc, nhiều trong vai phụ và khách mời. My People, My Country được sản xuất chung bởi Nhà phân phối phim Hoa Hạ, Bona Film Group và Alibaba Pictures. Phim được ra mắt tại Trung Quốc vào ngày 30 tháng 9 năm 2019, để kỷ niệm 70 năm thành lập Cộng hòa Nhân dân Trung Hoa.. Phim có hai phần tiếp theo là My People, My Homeland (2020) và My Country, My Parents (2021).

## Kịch bản

### Đêm Giao thừa
Cậu chuyện thứ nhất, Đêm Giao thừa (前夜), kể về một kỹ sư, Lâm Chi Nguyên (do Hoàng Bột đóng), đang đua với thời gian để hoàn thiện cơ chế tự động nâng cờ trước Lễ khánh thành Cộng hòa Nhân dân Trung Hoa vào ngày 1 tháng 10 năm 1949.

### Đi ngang qua
Câu chuyện thứ hai, Đi ngang qua (相遇), kể về nhà khoa học Cao Viên (do Trương Dịch đóng), làm việc trong dự án phát triển bom nguyên tử đầu tiên của Trung Quốc, và phải từ biệt người yêu mãi mãi trong những năm 1960.

### Nhà vô địch
Câu chuyện thứ ba, Nhà vô địch (夺冠), kể về cách một cậu bé trai từ Thượng Hải tên là Đông Đông (do Hàn Hạo Lâm đóng) giúp hàng xóm xem TV khi đội tuyển bóng chuyền nữ quốc gia Trung Quốc giành huy chương vàng Olympic năm 1984.

### Về nhà
Câu chuyện thứ tư, Về nhà (回归), kể về một đoàn đại biểu điều hành Trung Quốc và cảnh sát địa phương chuẩn bị cho việc trao lại Hồng Kông từ Anh Quốc cho Trung Quốc vào năm 1997. Khoảng im lặng 12 giây giữa quốc ca Anh và quốc ca Trung Quốc trong buổi lễ chuyển giao Hồng Kông cũng được thể hiện trong phần này.

### Xin chào Bắc Kinh
Câu chuyện thứ năm, Xin chào Bắc Kinh (北京你好), kể về một tài xế taxi cho một chiếc vé dự lễ khai mạc Thế vận hội Bắc Kinh 2008 cho một cậu bé từ vùng động đất Tứ Xuyên mặc dù nó ban đầu là một món quà sinh nhật dành cho con trai xa lạ của ông.

### Sao chỉ đường
Cuốn truyện thứ sáu, Sao Chỉ Đường (白昼流星), kể về cặp anh em lang thang chứng kiến tàu vũ trụ có người lái Thần Châu 11 hạ cánh vào ngày 18 tháng 11 năm 2016, một khoảnh khắc tự hào quốc gia được ghi dấu trong tâm hồn họ.

### Một người vì mọi người
Câu chuyện thứ bảy, Một người vì mọi người (护航), kể về câu chuyện của Lữ Tiểu Nhiễm - một phi công nữ hàng đầu cùng đồng đội của cô hoàn thành một buổi biểu diễn trên không trơn tru, trong Lễ diễu binh kỷ niệm 70 năm Chiến thắng trong Chiến tranh Trung-Nhật lần thứ hai vào năm 1945.

## Phát hành
Ngày 20 tháng 3 năm 2019, nhà sản xuất thông báo rằng bộ phim sẽ được phát hành vào ngày 1 tháng 10 năm 2019, trong thời gian Quốc khánh. Ngày 6 tháng 9 năm 2019, đã thông báo rằng bộ phim bị dời lịch chiếu tới ngày 30 tháng 9 năm 2019.
My People, My Country được phân phối bởi China Media Capital, một nhà phân phối phim và truyền hình lớn của Trung Quốc, tại Anh Quốc, Hoa Kỳ, Canada, Úc và New Zealand."

## Đón nhận

### Doanh thu phòng vé
Với tổng doanh thu hơn 474 triệu đô la, My People, My Country hiện đứng thứ 15 trong danh sách đứng thứ 15 trong danh sách phim ngoại ngữ có doanh thu cao nhất từ trước đến nay. Phim thu được khoảng 369 triệu nhân dân tệ (51.62 triệu đô la Mỹ) trong ngày thứ hai công chiếu. Bộ phim thu về 1 tỷ nhân dân tệ sau ba ngày.
Bộ phim đã kiếm được hơn 2 tỷ nhân dân tệ vào cuối tuần công chiếu.

### Phê bình
Douban, một trang web đánh giá truyền thông lớn của Trung Quốc, đánh giá phim này 8.1 trên 10. 